# Carrozzeria Maggiora
Pour les articles homonymes, voir Maggiora (homonymie).

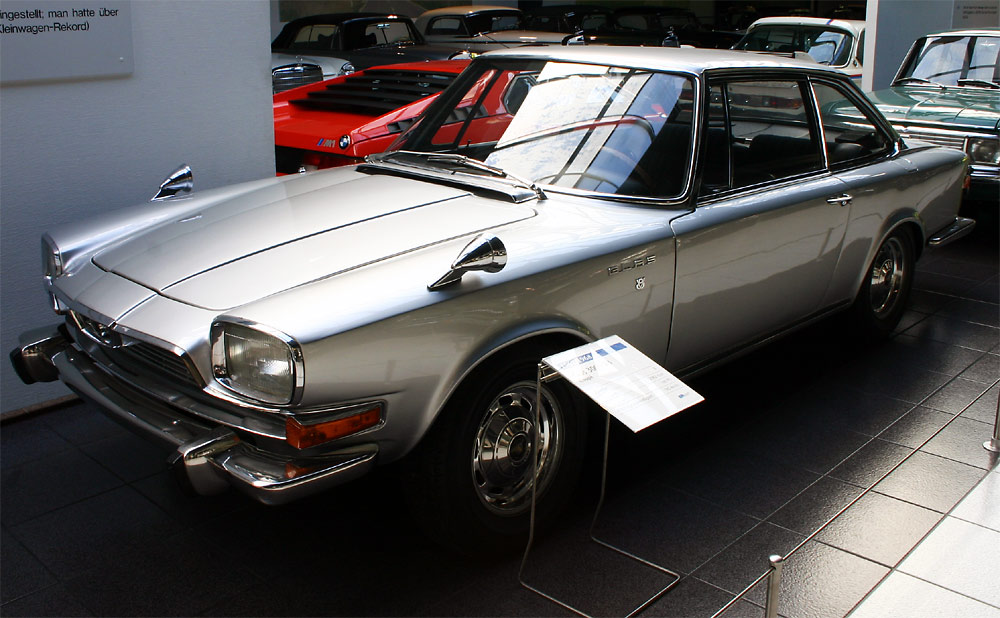
Glas V8

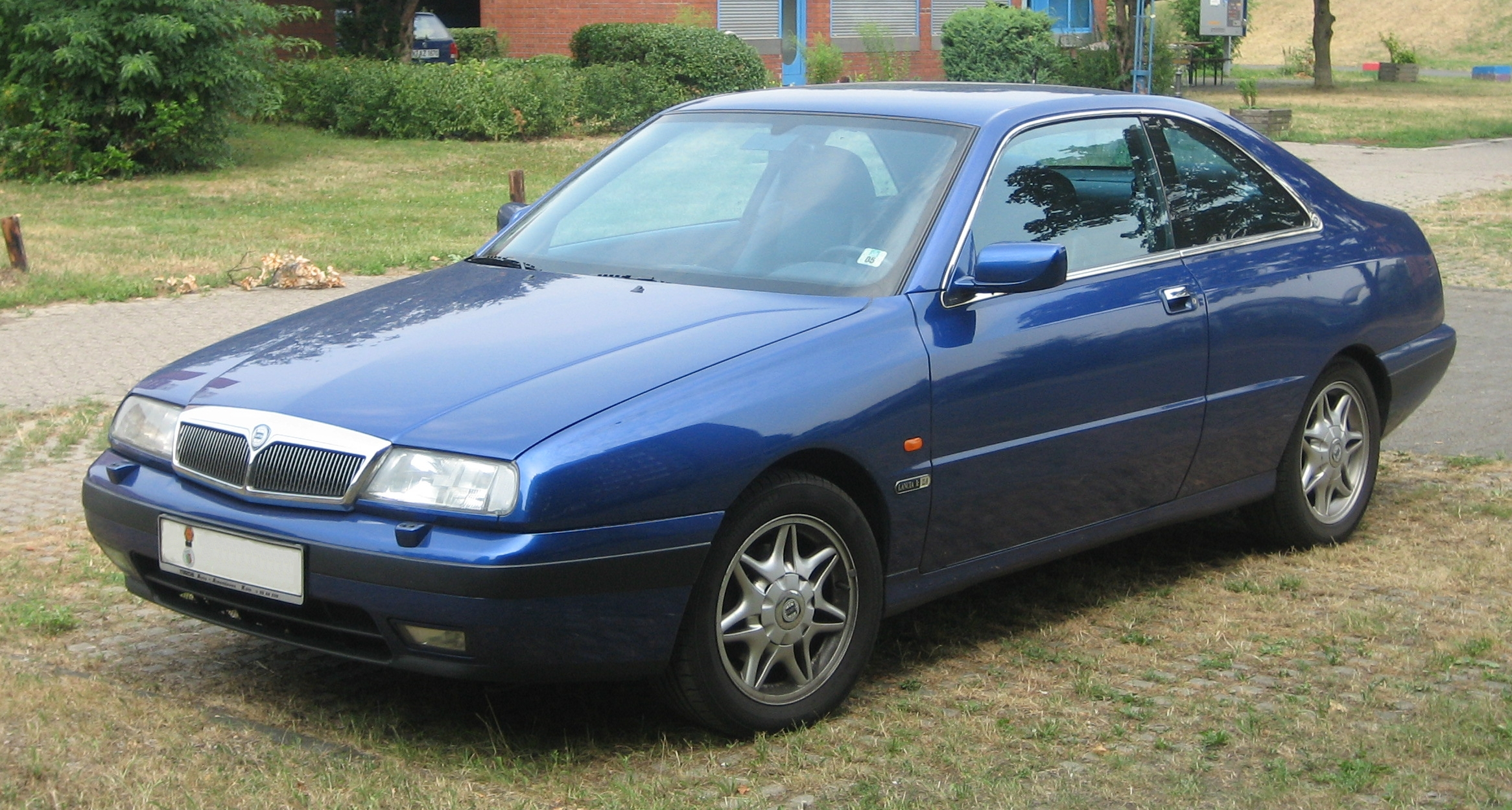
Lancia Kappa Coupé

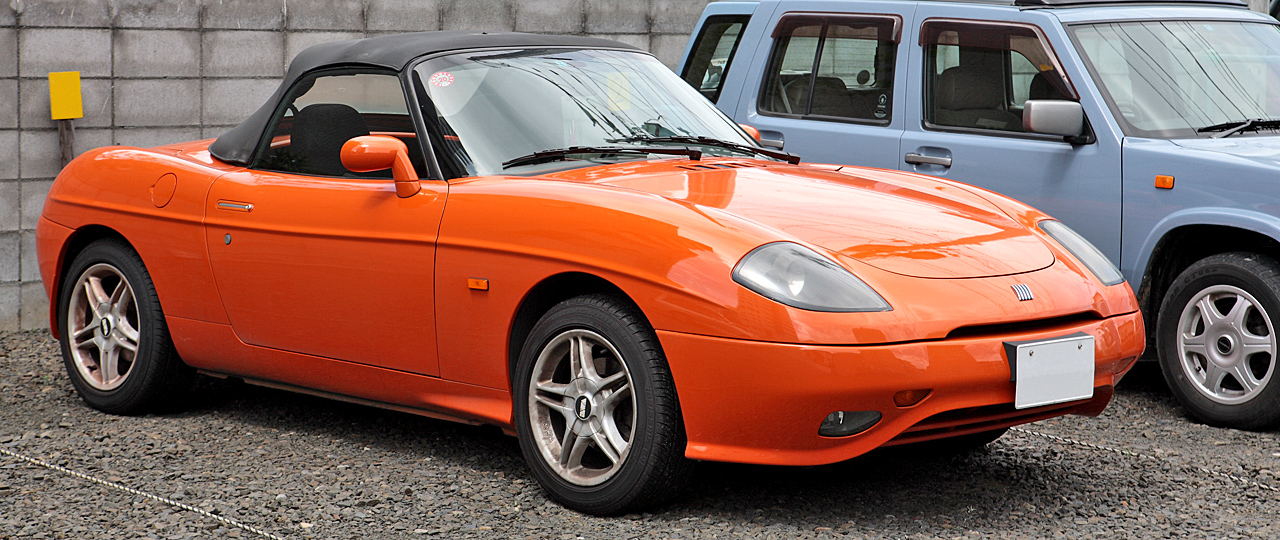
Fiat Barchetta

Maggiora SpA était une entreprise de carrosserie italienne et d'assemblage de voitures installée à Moncalieri près de Turin.
La dernière voiture produite dans les ateliers Maggiora fut la Fiat Barchetta. Parmi ses productions on peut aussi citer la Lancia Kappa Coupé qui a été conçue par Gianna Maggiora. En 2003, à la suite de difficultés financières, la société a été fermée.

## Historique
La société Carrozzeria Maggiora a été constituée en 1925 en tant que « Martelleria Maggiora » par Arturo Maggiora pour la construction de voitures de haute qualité.
Le carrossier a beaucoup travaillé pour de grandes marques comme Fiat et Lancia, notamment avec la Fiat 1100 Viotti Giardiniera et la Lancia Flaminia. La société a également contribué à la production de plusieurs modèles avec Abarth et Cisitalia.
En 1951 les premiers ateliers devenus trop exigus sont transférés à [Borgo San Pietro, sur le territoire de la commune de Moncalieri, où des voitures comme la Glas, une BMW GT de 1963, la Glas V8 de 1965 et la Maserati Mistral en 1963 ont été construites.
Maggiora fusionne avec la société SanMarco & Lamier pour créer IRMA SpA, qui est, en 1991, l'un des plus importants fournisseurs de la gamme Ducato.
Maggiora Srl reprend ensuite l'ancienne usine Lancia de Chivasso au Nord-Est de Turin en 1992, où sont fabriquées jusqu'en octobre 1994 les Lancia Delta Integrale Evoluzione. Les grands ateliers de l'ex-usine Lancia ont été utilisés pour produire la Fiat Barchetta à environ 50 exemplaires par jour, ainsi que la Lancia Kappa Coupé).
En outre, le bureau d'études de Maggiora a réalisé de très nombreuses études de conception et prototypes, des études sur commande spéciale, mais aussi des développements sur des modèles de série comme sur la base de la Fiat Cinquecento, Lancia Delta Intégrale, Fiat Barchetta Coupé, Fiat Punto intégrale ou la Lancia Thesis Coupé prototype.

## Quelques modèles produits par Maggiora
- Fiat 2300 S Coupé
- Lancia Aurelia B20
- Lancia Flaminia Touring
- Alfa Romeo 2000 Touring
- Maserati Mistral
- De Tomaso Mangusta
- De Tomaso Pantera
- Lancia Kappa Coupé
- Fiat Barchetta (et concept-car Fiat Scia)